# Goliathus
Genre
Goliathus est un genre d'insectes coléoptères de la famille des Scarabaeidae, de la sous-famille des Cetoniinae et de la tribu des Goliathini.

## Dénomination
Le genre a été décrit par le naturaliste français Jean-Baptiste de Lamarck en 1801 sous le nom de Goliathus. Ce terme a inspiré le nom de la tribu.

### Nom vernaculaire
- Goliath.

## Description
Ils peuvent atteindre une taille de plus d'une dizaine de centimètres, et peser une centaine de grammes. C'est la raison pour laquelle ils sont particulièrement connus et recherchés des collectionneurs.
Le mâle se distingue aisément de la femelle par ses deux petites cornes céphaliques.

## Répartition
Ils vivent en Afrique tropicale, dans la canopée des forêts pluviales.

## Taxinomie
Liste des espèces :
- Goliathus albosignatus
- Goliathus goliatus (Linnaeus, 1771)
- Goliathus orientalis
- Goliathus cacicus
- Goliathus meleagris
- Goliathus regius

## Galerie

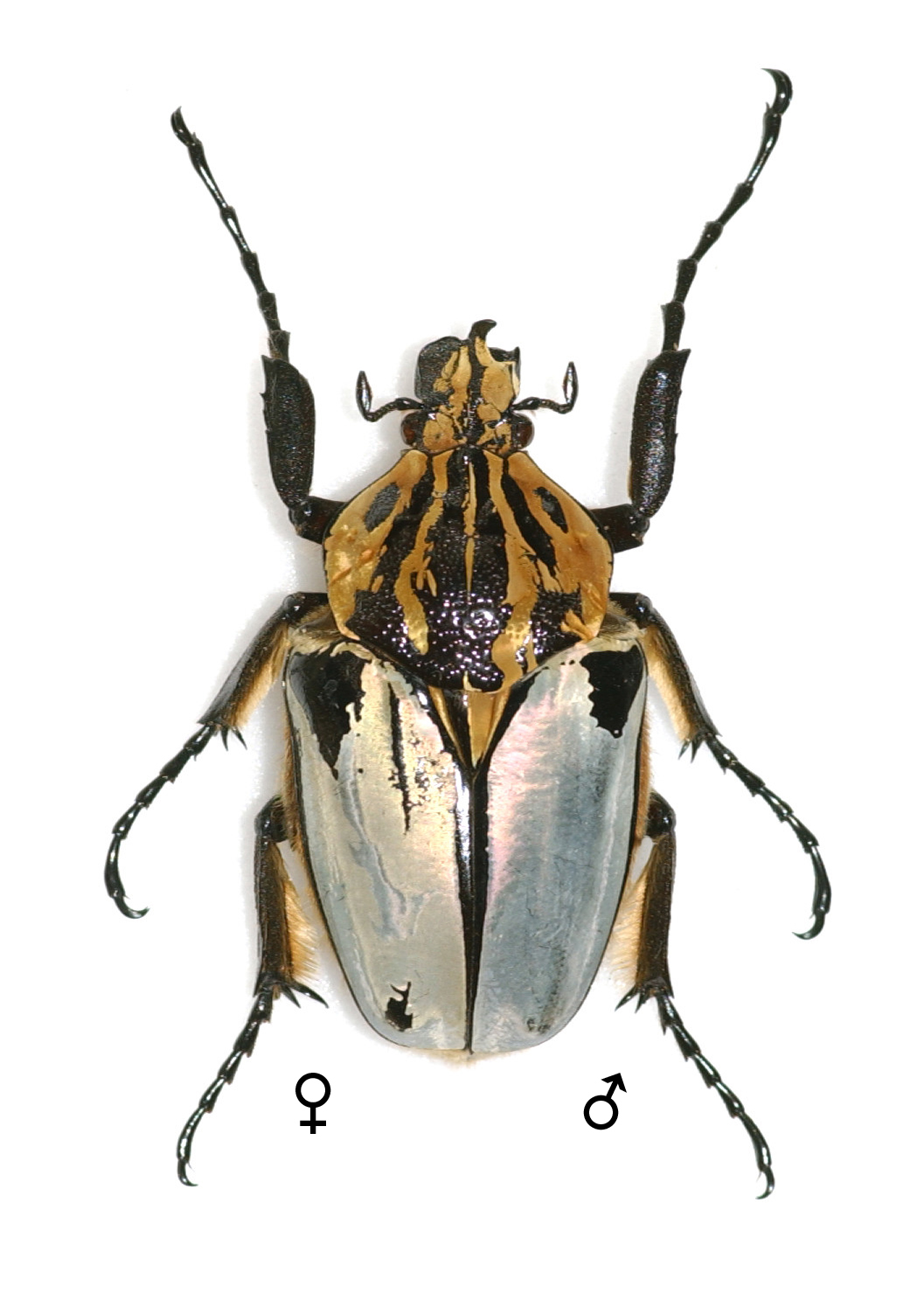
Goliathus cacicus (individu gynandromorphe) (Musée d'histoire naturelle de Lille)
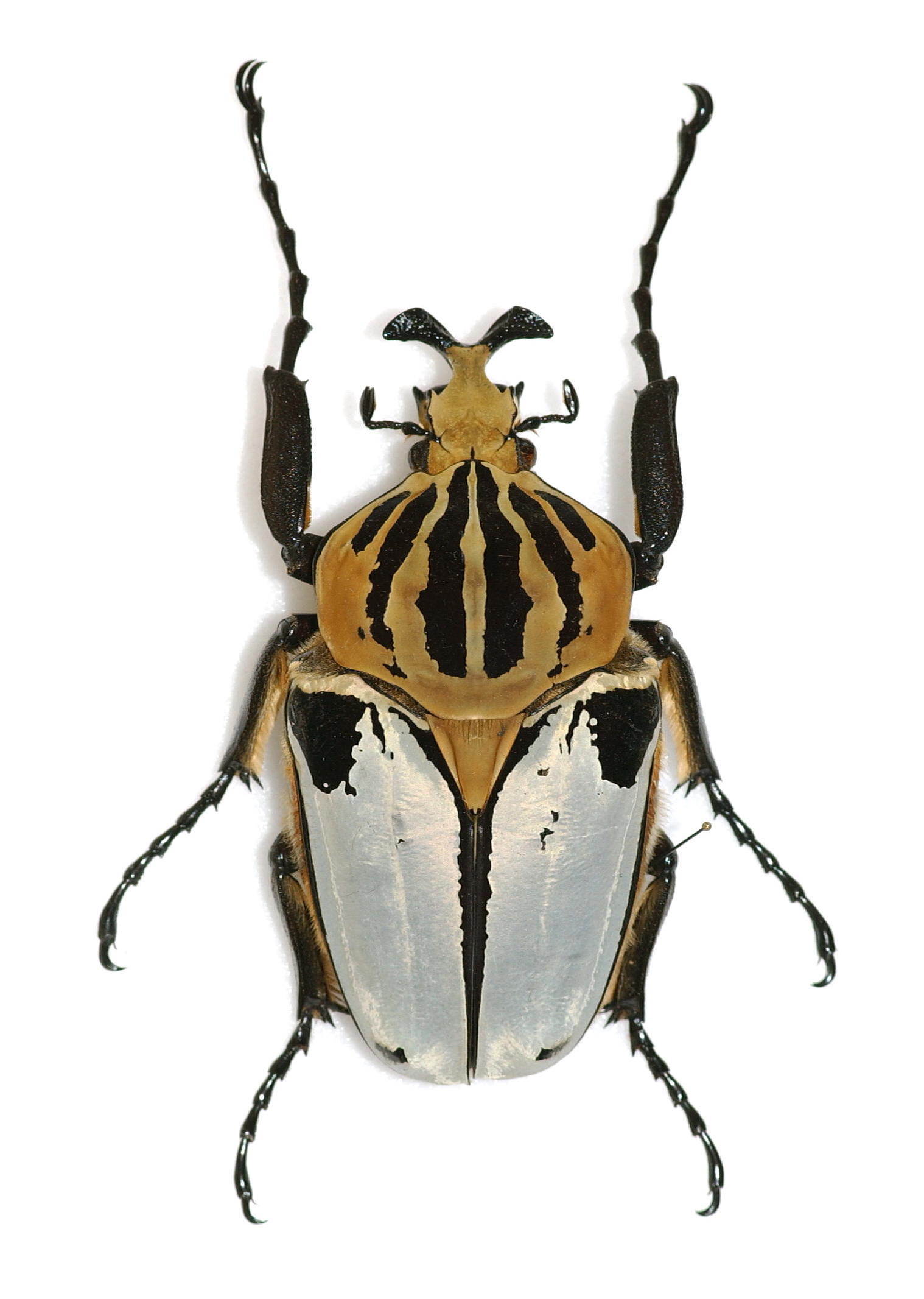
Goliathus cacicus (mâle) (Musée d'histoire naturelle de Lille)
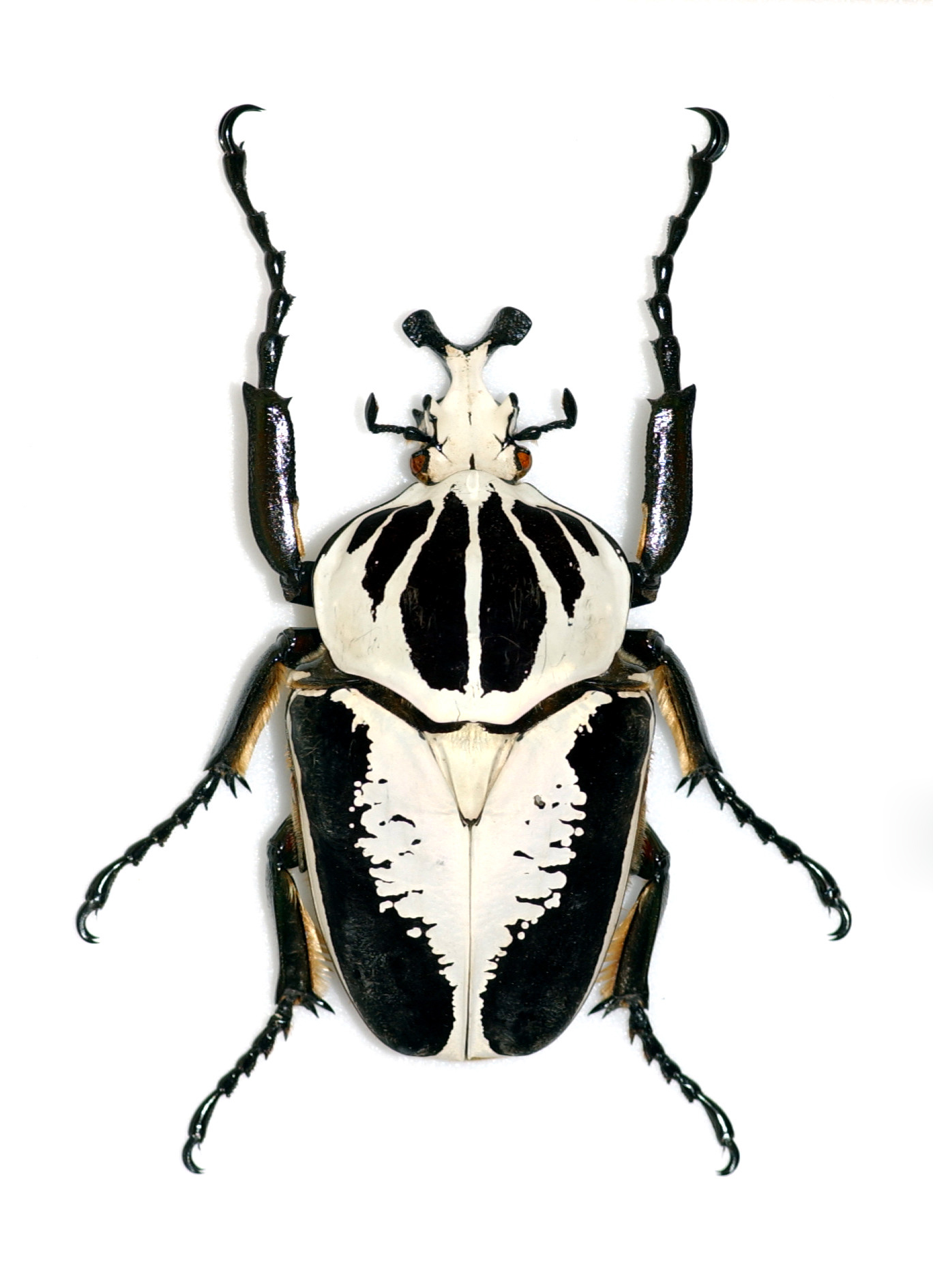
Goliathus regius (mâle) (Musée d'histoire naturelle de Lille)